# شعبده‌بازی ۲
شعبده‌بازی ۲ (به انگلیسی: Hocus Pocus 2) یک فیلم ترسناک کمدی فانتزی آمریکایی به کارگردانی آن فلچر، نویسندگی جن دی‌آنجلو و تهیه‌کنندگی والت دیزنی پیکچرز از سال ۲۰۲۲ است. این فیلم دنباله‌ای بر فیلم شعبده‌بازی از سال ۱۹۹۳ است که بت میدلر، سارا جسیکا پارکر، کتی ناجیمی و داگ جونز نقش‌های خود را از فیلم اول تکرار می‌کنند، و سم ریچاردسون و تونی هیل در نقش‌های جدید می‌پیوندند.
بحث در مورد دنباله‌ای برای شعبده‌بازی در سال ۲۰۱۴ آغاز شد و چندین ستاره ابراز علاقه کردند که نقش‌های خود را در یک دنباله بازی کنند. بازسازی فیلم اصلی نوشته اسکارلت لیسی در سال ۲۰۱۷ در حال ساخت بود، اگرچه توسعه نیافته بود. ساخت دنباله‌ای برای شعبده‌بازی در سال ۲۰۱۹ تأیید شد و دی‌آنجلو قرار است فیلمنامه آن را بنویسد. آدام شنکمن برای کارگردانی این فیلم در مارس ۲۰۲۰ استخدام شد و سپس در آوریل ۲۰۲۱ توسط فلچر جایگزین شد. قرار بود تولید در اواسط سال ۲۰۲۱ در سیلم، ماساچوست آغاز شود، اما در نهایت در ۱۸ اکتبر ۲۰۲۱ در نیوپورت، رود آیلند آغاز شد.
این فیلم در ۳۰ سپتامبر ۲۰۲۲ در دیزنی پلاس اکران شد، و مانند فیلم اصلی با نقدهای متفاوت منتقدان روبرو شد که بازیگران، طنز و نوستالژی را تحسین کردند، اما از طرح داستان آن انتقاد کردند.

## داستان
بیست و نه سال پس از وقایع شعبده‌بازی (۱۹۹۳)، سه دانش‌آموز دبیرستانی باید با هم همکاری کنند تا خواهران ساندرسون را که به شهر سیلم (Salem) امروزی بازگشته‌اند، متوقف کنند.

## بازیگران
- بت میدلر در نقش وینیفرد «وینی» ساندرسون، بزرگترین خواهر از سه خواهر ساندرسون.[۴]
  - تیلور پیج هندرسون در نقش وینی ساندرسون جوان.
- سارا جسیکا پارکر در نقش سارا ساندرسون، کوچکترین خواهر از سه خواهر ساندرسون.[۴]
  - جوجو برن در نقش سارا ساندرسون جوان.
- کتی ناجیمی در نقش مری ساندرسون، خواهر میانی وینیفرد و سارا.[۴]
  - نینا کیچن در نقش مری ساندرسون جوان.
- داگ جونز در نقش ویلیام «بیلی» بوچرسون، دوست پسر سابقی که در ۱ می ۱۶۹۳ توسط وینیفرد مسموم شد و به عنوان یک زامبی به زندگی بازگردانده شد.[۵]
- ویتنی پیک در نقش بکا، دانش‌آموز دبیرستانی که تلاش می‌کند جلوی خواهران ساندرسون را بگیرد.[۳]
- لیلیا باکینگهام در نقش کاسی، دانش‌آموز دبیرستانی که تلاش می‌کند خواهران ساندرسون را متوقف کند.[۳]
- بلیسا اسکوبدو در نقش ایزی، دانش‌آموز دبیرستانی که تلاش می‌کند جلوی خواهران ساندرسون را بگیرد.[۳]
- تونی هیل در نقش جفری تراسکه، شهردار شهر سیلم.[۶]

علاوه بر این، سم ریچاردسون، هانا وادینگهام، و فروی گوتیرز در نقش‌های نامعلومی انتخاب شده‌اند. جینجر مینج، کورن‌برد جته، و کاهمورا هال درگ‌کوئین‌هایی را به تصویر می‌کشند که نقش وینی، مری و سارا را بازی می‌کنند.

## تولید

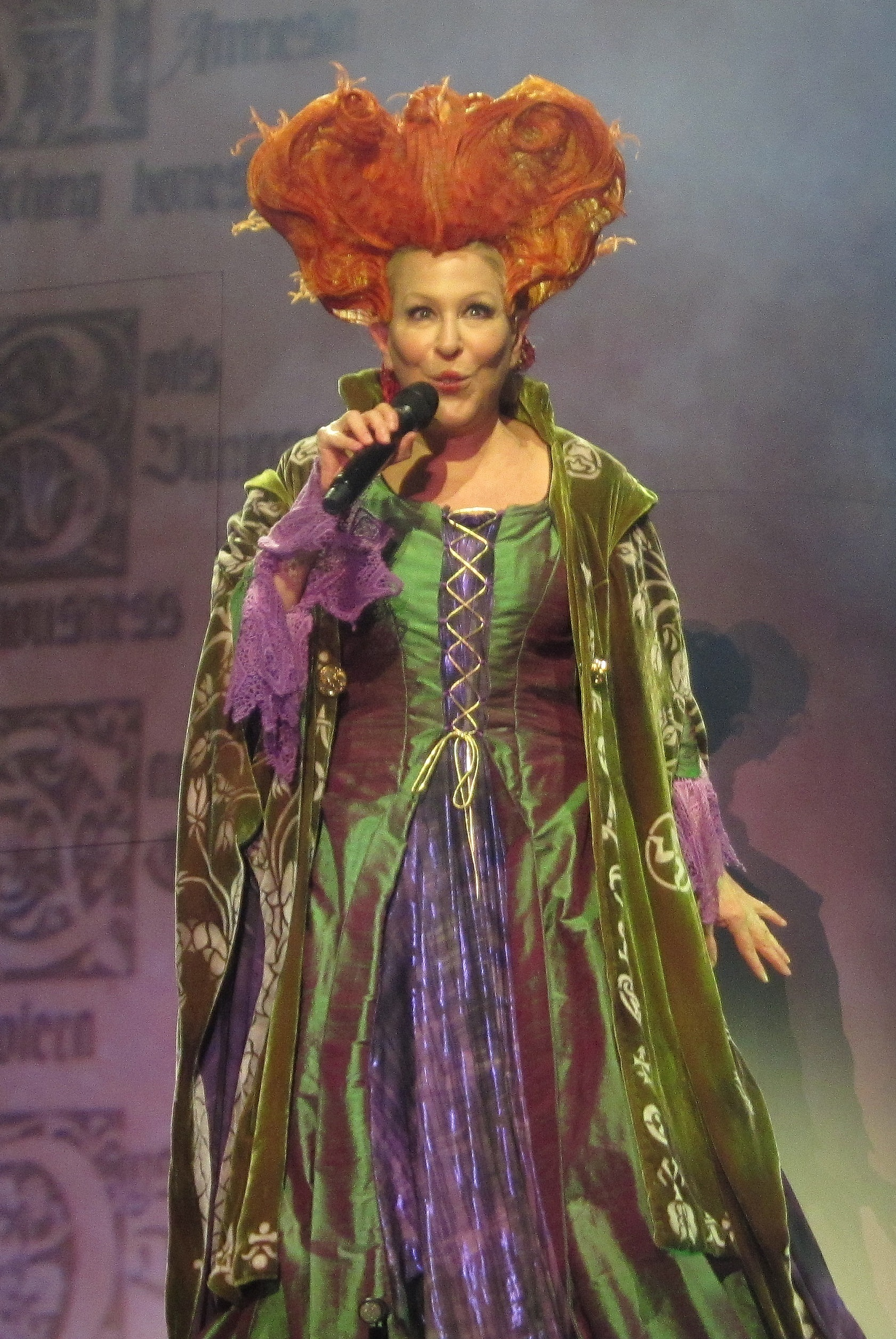
بازیگر فیلم شعبده‌بازی ۲

### توسعه
در ژوئیه ۲۰۱۴، اعلام شد که شرکت والت دیزنی در حال ساخت فیلمی با مضمون ماوراء طبیعی در مورد جادوگران است و تینا فی به عنوان تهیه‌کننده و ستاره در هیئت مدیره حضور دارد. با این حال، ددلاین هالیوود شایعات مبنی بر اینکه این فیلم دنباله ای بر شعبده‌بازی است را رد کرد. در نوامبر ۲۰۱۴، بت میدلر در مصاحبه ای با اسکرین رنت گفت که آماده است و مایل است برای یک دنباله در نقش وینیفرد ساندرسون بازگردد. او همچنین گفت که سارا جسیکا پارکر و کتی ناجیمی همبازی‌هایش علاقه‌مند به بازی در نقش سارا و مری ساندرسون هستند، اما تأکید کرد که دیزنی هنوز هیچ دنباله‌ای را نشان نداده‌است و طرفداران فیلم اصلی را تشویق می‌کند تا دیزنی را متقاعد کنند که آن را بسازد. . در نوامبر ۲۰۱۵، میدلر در یک پرسش و پاسخ فیس بوک اظهار داشت که «پس از این همه سال و تمام تقاضای طرفداران، من معتقدم که می‌توانم بایستم و قاطعانه در پاسخ به سؤالی در مورد یک دنباله، یک نه صریح بگویم.»
بازیگر داگ جونز در ژوئن ۲۰۱۶ گفت که دیزنی در حال بررسی دنباله‌ای است و بحث‌هایی در پشت صحنه برای ادامه سریال وجود دارد. در اکتبر ۲۰۱۶، جسیکا پارکر در حین تبلیغ سریال طلاق در شبکه اچ‌بی‌او توسط اندی کوهن در مورد دنباله آن سؤال شد. پاسخ او این بود: «من این ایده را دوست دارم. فکر می‌کنم که ما بسیار مشتاق آن هستیم» اما او اصرار داشت که «طرفداران باید دیزنی را تشویق کنند که دنباله‌ای بسازد.» در کتاب «Hocus Pocus in Focus: The Thinking Fan's Guide to Disney's Halloween Classic» نویسنده آرون والاس چندین رویکرد بالقوه را برای دنباله شناسایی می‌کند، اما خاطرنشان می‌کند که بزرگترین چالش این پروژه، علاقه استودیو والت دیزنی به پروژه‌هایی است که بازده بسیار بالایی را در گیشه می‌دهند.
در سپتامبر ۲۰۱۷، میک گریس، نویسنده شعبده‌بازی اعتراف کرد که پس از سال‌ها شایعات و گمانه‌زنی‌ها روی فیلمنامه‌ای برای شعبده‌بازی ۲ کار می‌کرد و به‌طور بالقوه به‌عنوان یک فیلم تلویزیونی برای شبکه دیزنی، فریفورم یا ای‌بی‌سی ساخته می‌شد. بعداً تأیید شد که در عوض یک بازسازی از این فیلم برای پخش در فریفروم، به نویسندگی اسکارلت لیسی و تهیه‌کننده اصلی فیلم دیوید کرشنر خواهد بود. ماه بعد، میدلر گفت که به ایده بازسازی علاقه‌ای ندارد و صرف نظر از اینکه نقشی به او پیشنهاد شود یا نه، در آن شرکت نخواهد کرد، و در مورد اینکه چگونه می‌توانند با موفقیت دوباره نقش او را به عنوان وینیفرد ساندرسون بازی کنند، ابراز تردید کرد.
در فوریه ۲۰۱۸، جونز فاش کرد که مذاکراتی برای ساخت دنباله‌ای که بیست سال پس از فیلم اصلی اتفاق می‌افتد، انجام شده‌است و از او خواسته شده تا در آن نقش داشته باشد، اگرچه او اعتراف کرد که همچنان علاقه‌مند است نقش خود را در نقش بیلی بوچرسون تکرار کند. در ژوئیه ۲۰۱۸، کتابی با عنوان شعبده‌بازی و دنبالهٔ کاملاً جدید منتشر شد که حاوی رمانی از فیلم و داستان دنباله‌ای بود. دنباله روی دختر مکس و آلیسون، پاپی، که با شنیدن داستان خانوادگی فیلم اصلی بزرگ شد و والدینی که تا حد امکان از هالووین دوری می‌کنند، تمرکز می‌کند. پاپی به داستان بدبین است و در روز هالووین، بیست و پنج سال بعد از فیلم، در خانه ساندرسون به پایان می‌رسد تا ثابت کند هیچ چیزی در داستان وجود ندارد.
در اکتبر ۲۰۱۹، یک دنباله به عنوان یک فیلم انحصاری دیزنی پلاس با فیلمنامه‌ای توسط جن دآنجلو در دست ساخت اعلام شد. در مارس ۲۰۲۰، آدام شنکمن برای کارگردانی شعبده‌بازی ۲ همزمان با کارش در فیلم افسون‌نزده قرارداد امضا کرد.

### نقش‌ها
در ۱ نوامبر ۲۰۱۹، بت میدلر، سارا جسیکا پارکر و کتی ناجیمی ابراز علاقه کردند که در ادامه نقش خود را به عنوان خواهران ساندرسون بازی کنند. در سپتامبر ۲۰۲۰، میدلر فاش کرد که برای بازگشت در فیلم به عنوان وینیفرد وارد مذاکره شده‌است، و در اکتبر ۲۰۲۰، تأیید کرد که در کنار پارکر و نجیمی بازخواهد گشت. در ماه مه ۲۰۲۱، تأیید شد که میدلر، پارکر و نجیمی نقش خود را در نقش خواهران ساندرسون بازی خواهند کرد. در اکتبر ۲۰۲۱، اعلام شد که تیلور پیج هندرسون به عنوان یکی از سه بازیگر اصلی انتخاب شده‌است. کمی بعد گزارش شد که سم ریچاردسون در حال مذاکره نهایی برای پیوستن به بازیگران در نقشی نامعلوم است. در همان ماه، تونی هیل در نقش جفری تراسکه شهردار سیلم، به بازیگران پیوست. بازیگران کامل مکمل در ۳۱ اکتبر ۲۰۲۱ تأیید شدند، از جمله هانا وادینگهام و بازگشت داگ جونز، که ویلیام «بیلی» بوچرسون را در فیلم اصلی بازی کرد. در مارس ۲۰۲۲، اعلام شد که تورا برچ در نقش دنی دنیسون از فیلم قبلی به دلیل اختلافات برنامه‌ریزی با سریال ونزدی از نتفلیکس دوباره بازی نخواهد کرد.

### پیش‌تولید
در ۲۹ اکتبر ۲۰۲۰، میدلر اظهار داشت که یک طرح کلی داستانی برای دنباله تکمیل شده‌است، که او به همراه ناجیمی و جسیکا پارکر آن را «بسیار عالی» تحسین کرد. در ۳ نوامبر، میدلر فاش کرد که تهیه‌کنندگان در تلاش هستند تا چندین نفر از اعضای تیم تولید فیلم اول را که زنده هستند و بازنشسته نشده‌اند، دوباره استخدام کنند، زیرا احساس می‌کردند که موفقیت فیلم اول ناشی از کار پشتیبان تیم صحنه است. آن فلچر در آوریل ۲۰۲۱ به دلیل وظایف کارگردانی‌اش در فیلم افسون‌نزده جایگزین شانکمن به عنوان کارگردان شد، اگرچه او به عنوان تهیه‌کنندهٔ اجرایی فیلم باقی خواهد ماند.

### فیلمبرداری
قرار بود تولید در اواسط سال ۲۰۲۱ در سیلم، ماساچوست آغاز شود. در سپتامبر ۲۰۲۱، ساخت مجموعه‌های شعبده‌بازی ۲ در مزارع چیس در لینکلن، رود آیلند و میدان واشینگتن در نیوپورت، رود آیلند تأیید شد. فیلمبرداری در ۱۸ اکتبر ۲۰۲۱ در پراویدنس، رود آیلند با عنوان کاری شعله سیاه (Black Flame) آغاز شد.
فیلم در ۲ نوامبر ۲۰۲۱ لو رفت. فیلمبرداری همچنین در ۸ نوامبر ۲۰۲۱ در میدان واشینگتن نیوپورت و در یک شهر مدرن، ماساچوست، انجام شد. در ۱۰ دسامبر ۲۰۲۱، فیلمبرداری فدرال هیل آغاز شد و به پس‌زمینه‌ای با مضمون هالووین تبدیل شد. در ژانویه ۲۰۲۲، میدلر در رسانه‌های اجتماعی تأیید کرد که فیلمبرداری به پایان رسیده‌است.

## موسیقی
در اکتبر ۲۰۲۱، اعلام شد که جان دبنی، آهنگساز فیلم اصلی، قرار است برای ساخت دنباله بازگردد.

## انتشار
شعبده‌بازی ۲ در ۳۰ سپتامبر ۲۰۲۲ در دیزنی پلاس منتشر شد.

## بازخورد
در وبگاه جمع‌آوری نقد راتن تومیتوز، ٪۶۱ از ۱۱۸ بررسی منتقدان مثبت است و میانگینِ امتیاز آن ۵٫۷/۱۰ است. اجماع این وبگاه چنین می‌نویسد: «شعبده‌بازی ۲ اساساً یک دیگِ نوستالژیِ در حال جوشیدن است، اما همین امر برای این دنبالهٔ دیرهنگام کافی است تا طلسم موثری را به نمایش بگذارد.» این فیلم در متاکریتیک که از میانگین وزنی استفاده می‌کند، بر اساس نظر ۳۰ منتقدین امتیاز ۵۶ از ۱۰۰ را کسب کرده که نشان‌گر «نقدهای مختلط یا متوسط» است.